# Nick Abruzzese
Nicholas "Nick" Abruzzese, född 4 juni 1999, är en amerikansk professionell ishockeyforward som spelar för Toronto Maple Leafs i National Hockey League (NHL).
Han har tidigare spelat för Harvard Crimson i National Collegiate Athletic Association (NCAA); Chicago Steel i United States Hockey League (USHL) och New Jersey Titans i North American Hockey League (NAHL).
Abruzzese blev draftad av Toronto Maple Leafs i fjärde rundan i 2019 års draft som 124:e spelare totalt.

## Statistik
| Källa: Utv = Utvisningsminuter Uppdaterad: 2022-04-03 | Källa: Utv = Utvisningsminuter Uppdaterad: 2022-04-03 | Källa: Utv = Utvisningsminuter Uppdaterad: 2022-04-03 |                                                                 | Grundserie                                                      | Grundserie                                                      | Grundserie                                                      | Grundserie                                                      | Grundserie                                                      |                                                                 | Slutspel                                                        | Slutspel                                                        | Slutspel                                                        | Slutspel                                                        | Slutspel                    |
| Säsong                                                | Lag                                                   | Liga                                                  | Matcher                                                         | Mål                                                             | Assists                                                         | Poäng                                                           | Utv                                                             | Matcher                                                         | Mål                                                             | Assists                                                         | Poäng                                                           | Utv                                                             |                                                                 |                             |
| ----------------------------------------------------- | ----------------------------------------------------- | ----------------------------------------------------- | --------------------------------------------------------------- | --------------------------------------------------------------- | --------------------------------------------------------------- | --------------------------------------------------------------- | --------------------------------------------------------------- | --------------------------------------------------------------- | --------------------------------------------------------------- | --------------------------------------------------------------- | --------------------------------------------------------------- | --------------------------------------------------------------- | --------------------------------------------------------------- | --------------------------- |
| 2012–2013                                             | New Jersey Colonials                                  | AYHL                                                  | 31                                                              | 17                                                              | 29                                                              | 46                                                              | 12                                                              | —                                                               | —                                                               | —                                                               | —                                                               | —                                                               |                                                                 |                             |
| 2013–2014                                             | Information ej tillgänglig.                           | Information ej tillgänglig.                           | Information ej tillgänglig.                                     | Information ej tillgänglig.                                     | Information ej tillgänglig.                                     | Information ej tillgänglig.                                     | Information ej tillgänglig.                                     | Information ej tillgänglig.                                     | Information ej tillgänglig.                                     | Information ej tillgänglig.                                     | Information ej tillgänglig.                                     | Information ej tillgänglig.                                     | Information ej tillgänglig.                                     | Information ej tillgänglig. |
| 2014–2015                                             | North Jersey Avalanche                                | AYHL                                                  | 22                                                              | 8                                                               | 6                                                               | 14                                                              | 8                                                               | —                                                               | —                                                               | —                                                               | —                                                               | —                                                               |                                                                 |                             |
|                                                       | Westchester Express                                   | EJEPL                                                 | 15                                                              | 5                                                               | 5                                                               | 10                                                              | 0                                                               | —                                                               | —                                                               | —                                                               | —                                                               | —                                                               |                                                                 |                             |
| 2015–2016                                             | North Jersey Avalanche                                | AYHL                                                  | 24                                                              | 22                                                              | 13                                                              | 35                                                              | 16                                                              | 5                                                               | 2                                                               | 6                                                               | 8                                                               | 0                                                               |                                                                 |                             |
|                                                       | North Jersey Avalanche U16                            | T1EHL                                                 | 32                                                              | 17                                                              | 13                                                              | 30                                                              | 6                                                               | 5                                                               | 2                                                               | 0                                                               | 2                                                               | 4                                                               |                                                                 |                             |
| 2016–2017                                             | North Jersey Avalanche                                | AYHL                                                  | 17                                                              | 11                                                              | 18                                                              | 29                                                              | 6                                                               | 1                                                               | 0                                                               | 1                                                               | 1                                                               | 0                                                               |                                                                 |                             |
|                                                       | North Jersey Avalanche U18                            | T1EHL                                                 | 32                                                              | 18                                                              | 25                                                              | 43                                                              | 10                                                              | 5                                                               | 0                                                               | 3                                                               | 3                                                               | 0                                                               |                                                                 |                             |
|                                                       | New Jersey Titans                                     | NAHL                                                  | 4                                                               | 1                                                               | 0                                                               | 1                                                               | 0                                                               | —                                                               | —                                                               | —                                                               | —                                                               | —                                                               |                                                                 |                             |
| 2017–2018                                             | Chicago Steel                                         | USHL                                                  | 56                                                              | 13                                                              | 23                                                              | 36                                                              | 12                                                              | 7                                                               | 1                                                               | 3                                                               | 4                                                               | 2                                                               |                                                                 |                             |
| 2018–2019                                             | Chicago Steel                                         | USHL                                                  | 62                                                              | 29                                                              | 51                                                              | 80                                                              | 20                                                              | 11                                                              | 7                                                               | 7                                                               | 14                                                              | 0                                                               |                                                                 |                             |
| 2019–2020                                             | Harvard Crimson                                       | NCAA                                                  | 31                                                              | 14                                                              | 30                                                              | 44                                                              | 4                                                               | —                                                               | —                                                               | —                                                               | —                                                               | —                                                               |                                                                 |                             |
| 2020–2021                                             | Harvard Crimson                                       | NCAA                                                  | Spelade ej på grund av höftledsoperation och covid-19-pandemin. | Spelade ej på grund av höftledsoperation och covid-19-pandemin. | Spelade ej på grund av höftledsoperation och covid-19-pandemin. | Spelade ej på grund av höftledsoperation och covid-19-pandemin. | Spelade ej på grund av höftledsoperation och covid-19-pandemin. | Spelade ej på grund av höftledsoperation och covid-19-pandemin. | Spelade ej på grund av höftledsoperation och covid-19-pandemin. | Spelade ej på grund av höftledsoperation och covid-19-pandemin. | Spelade ej på grund av höftledsoperation och covid-19-pandemin. | Spelade ej på grund av höftledsoperation och covid-19-pandemin. | Spelade ej på grund av höftledsoperation och covid-19-pandemin. |                             |
| 2021–2022                                             | Toronto Maple Leafs                                   | NHL                                                   | 1                                                               | 0                                                               | 0                                                               | 0                                                               | 0                                                               | —                                                               | —                                                               | —                                                               | —                                                               | —                                                               |                                                                 |                             |
|                                                       | Harvard Crimson                                       | NCAA                                                  | 28                                                              | 9                                                               | 24                                                              | 33                                                              | 8                                                               | —                                                               | —                                                               | —                                                               | —                                                               | —                                                               |                                                                 |                             |
| NHL totalt                                            | NHL totalt                                            | NHL totalt                                            | 1                                                               | 0                                                               | 0                                                               | 0                                                               | 0                                                               | —                                                               | —                                                               | —                                                               | —                                                               | —                                                               |                                                                 |                             |
| NCAA totalt                                           | NCAA totalt                                           | NCAA totalt                                           | 59                                                              | 23                                                              | 54                                                              | 77                                                              | 12                                                              | —                                                               | —                                                               | —                                                               | —                                                               | —                                                               |                                                                 |                             |
| USHL totalt                                           | USHL totalt                                           | USHL totalt                                           | 118                                                             | 42                                                              | 74                                                              | 116                                                             | 32                                                              | 18                                                              | 8                                                               | 10                                                              | 18                                                              | 2                                                               |                                                                 |                             |

### Internationellt
| Källa: Uppdaterad: 2022-04-03 | Källa: Uppdaterad: 2022-04-03 | Källa: Uppdaterad: 2022-04-03 |         | Utv = Utvisningsminuter | Utv = Utvisningsminuter | Utv = Utvisningsminuter | Utv = Utvisningsminuter | Utv = Utvisningsminuter |
| År                            | Lag                           | Mästerskap                    | Matcher | Mål                     | Assists                 | Poäng                   | Utv                     |                         |
| ----------------------------- | ----------------------------- | ----------------------------- | ------- | ----------------------- | ----------------------- | ----------------------- | ----------------------- | ----------------------- |
| 2022                          | USA                           | OS                            | 4       | 1                       | 3                       | 4                       | 0                       |                         |
| Senior totalt                 | Senior totalt                 | Senior totalt                 | 4       | 1                       | 3                       | 4                       | 0                       |                         |